# Cratere Jules Verne
Jules Verne è un grande cratere lunare di 145,54 km situato nella parte sud-occidentale della faccia nascosta della Luna, ad ovest-sudovest del Mare Ingenii, uno dei pochi mari lunari sul lato nascosto. A sudest vi è il cratere Lundmark, mentre il cratere Koch si trova a sud-sudest. Verso nordovest vi è la grande piana del cratere Pavlov.
La maggior parte della superficie interna è stata ricoperta da lava basaltica che ha lasciato un terreno scuro, con un basso coefficiente di albedo, relativamente livellato e pianeggiante. È piuttosto insolito per un cratere posto sulla faccia nascosta essere ricoperto da lava, poiché la crosta è generalmente più spessa di quella sul lato visibile. Il cratere è situato totalmente all'interno del Bacino Polo Sud-Aitken.
Il bordo esterno di Jules Verne è consumato ed eroso, con numerosi crateri giacenti lungo di esso. Lungo il confine orientale si trova 'Jules Verne G', mentre 'Jules Verne C' penetra il margine nordorientale e 'Jules Verne Z' interseca quello settentrionale. Un altro piccolo cratere giace sul bordo meridionale, mentre 'Jules Verne P' è congiunto all'esterno verso sud-sudovest.
Il cratere è dedicato allo scrittore francese Jules Verne.

## Crateri correlati
Alcuni crateri minori situati in prossimità di Jules Verne sono convenzionalmente identificati, sulle mappe lunari, attraverso una lettera associata al nome.
| Jules Verne | Coordinate             | Diametro (in km) |
| ----------- | ---------------------- | ---------------- |
| C           | 33°09′00″S 149°46′12″E | 29,57            |
| G           | 35°15′00″S 150°04′12″E | 32,13            |
| P           | 37°54′S 145°18′E       | 56,19            |
| R           | 36°54′S 141°12′E       | 42,01            |
| X           | 32°15′36″S 145°27′00″E | 19,49            |
| Y           | 31°27′00″S 146°21′36″E | 22,02            |
| Z           | 32°33′00″S 147°01′12″E | 20,29            |